# O Inquilino (livro)
O inquilino (Le Locataire Chimerique) é um romance de Roland Topor, que inspirou Roman Polanski para o seu filme O inquilino (Le Locataire - 1976). Publicado, em primeira edição, em 1964, pela editora Buchet/Chastel. Foi traduzido para o português e lançado pela Editora Record em 1976 e pela Editora Amarilys em 2012.

## Sinopse
Diz a contracapa da edição francesa de 1996:
"Um jovem instalado dentro de um apartamento cuja antiga locatária acabara de se suicidar. Ele é calmo, tímido, educado. Entretanto, seus estranhos vizinhos desencadeiam logo contra si uma guerra dissimulada. Para que objetivo? Os assustadores mistérios aos quais ele podia assistir de sua janela existiam em algum lugar além de sua imaginação mórbida? O proprietário é sincero ao dizer este é um imóvel calmo?
Nesse romance, no qual o mais quotidiano realismo alimenta o pesadelo, o autor descreve um mundo asfixiante e sórdido, no qual o grotesco ladeia o drama o tempo todo. Ao descrever o funcionamento de uma armadilha destinada a conduzir um homem à sua morte, à sua perda, há uma visão de "pânico" , à qual o romance nos convida.
Traduzido no mundo inteiro, O inquilino foi celebrizado por sua adaptação ao cinema por Polanski.

## Adaptação ao cinema
Algumas sinopses do filme realizado a partir do livro.
- "Polonês que vive na França aluga apartamento de uma garota que acabara de se suicidar, localizado em um estranho edifício residencial. Aos poucos, começa a presenciar coisas anormais, principalmente em relação às atitudes dos vizinhos, fazendo com que passasse a investigar a morte da garota por suspeitar de que seus vizinhos a tenham levado-a à loucura - e pensa estarem fazendo o mesmo consigo. Este grande suspense de Roman Polanski, regado a toques de humor negro e sarcasmo, é a terceira e última parte da Trilogia do Apartamento, composta também por Repulsa ao Sexo e O Bebê de Rosemary".[1]
- "Trelkovsky (Roman Polanski), um polonês que está vivendo na França, aluga um apartamento em um estranho e antigo edifício residencial, onde seus vizinhos, que na sua maioria são velhos reclusos, o observam com um misto de desprezo e suspeita. Ao descobrir que Simone Choule, a última inquilina do apartamento, era uma mulher jovem e bela que cometera suicídio ao pular da janela, Trelkovsky gradativamente fica obcecado com a mulher morta. A obsessão e o clima do local, mesclado com o comportamento incomum dos vizinhos, faz Trelkovsky se convencer de que seus vizinhos planejam matá-lo."[2]
- "Uma geografia metafórica dos lugares (a verticalidade, a oscilação), em vínculo orgânico com a rejeição, a discriminação proveniente do território psicológico por si. Não há nada pitoresco com o seu imaginário! A simples sensação de um espaço que o devora, que o sufoca; o próprio protagonista 'se atribúi' a própria ameaça e, ao mesmo tempo, se rejeita. Como o fluxo e refluxo que, pouco a pouco, o afoga."[3]

## Interpretações
- Segundo Bernardo Brum[4], não se pode reduzir a interpretação a um inferno astral ou previsão de desgraça vindoura. Segundo o mesmo autor, trata-se da desconstrução da personalidade e da negação do caracter único de um ser humano.

Segundo Lemenager Gregoire, o autor do livro teve forte influência de Kafka.
- Segundo Concepción Hermosilla Álvarez[6], o livro enfrenta importantes questões da psicanálise, como desejo, incesto, fase oral, fase anal, ego e pulsão de morte.
- Psychologies.com: "Que romance estranho e fascinante! (...) Dividido entre o horror e a curiosidade, um jovem meio perdido, discreto e letrado se instala num apartamento cuja anterior inquilina acabara de se suicidar. No início, os vizinhos travam contra si uma guerra psicológica. Ambiente misterioso e mórbido que aterroriza. Um romance angustiante, emocionante, no qual o realismo mais banal nutre o pesadelo mais assustador. O Dramático e o cômico se irmanam com talento. O final é inesperado".[7]
- L'Express: "Este relato fascinante põe em cena um jovem na casa dos trinta, bastante convencional, pouco seguro de si, que se instala num pequeno apartamento parisiense e logo suscita a hostilidade dos vizinhos. Cada pequeno ruído lhe faz merecer repreensões, além de estranhos comportamentos: batidas anônimas à sua porta, olhares inquisidores, injúrias, etc.. Como se refugiar da paranóia? Aguda e grave, a arte de Topor é, nessa obra, sobretudo de uma esplêndida escuridão"[8].